# 安国锋
安国锋（1958年—），男性，甘肃肃南人，裕固族，中华人民共和国政治人物、第十一届全国人民代表大会甘肃地区代表。

## 生平
安国锋毕业于中央党校函授学院行政管理专业，1982年加入中共。曾于2004年至2011年担任中共甘肃省肃南县委副书记、县长。2008年至2013年，担任全国人大代表。2011年，转任张掖市财政局局长。
2015年，安国锋当选为张掖市人大常委会副主任，直到2019年到龄退休。